# Arpheuilles-Saint-Priest
 Arpheuilles-Saint-Priest  es una población y comuna francesa, en la región de Auvernia, departamento de Allier, en el distrito de Montluçon y cantón de Marcillat-en-Combraille.

## Demografía
| 420 | 401 | 358 | 321 | 334 | 307 |
| Para los censos de 1962 a 1999 la población legal corresponde a la población sin duplicidades (Fuente: INSEE [Consultar]) |     |     |     |     |     |

## Lieux et monuments
- Iglesia de Saint-Pierre (siglo XIX)